# Vuelo 130 de Aviogenex
El vuelo 130 de Aviogenex fue un vuelo chárter internacional de pasajeros desde el Aeropuerto de Gatwick, Londres hasta el Aeropuerto de Rijeka, Yugoslavia (actual Croacia). El 23 de mayo de 1971, el Tupolev Tu-134A que prestaba servicio al vuelo sufrió una falla estructural durante el aterrizaje. La aeronave se volcó y se incendió, matando a 78 de las 83 personas. Hubo 5 sobrevivientes. El accidente se convirtió en el primer accidente mortal de un Tupolev Tu-134 desde que la aeronave entró en servicio.
Las autoridades británicas ayudaron en la investigación liderada por la Dirección General de Aeronáutica Civil de Yugoslavia. La investigación encontró que la tripulación podría haber sufrido una ilusión óptica debido a fuertes duchas y el atardecer, lo que pudo llevar a la tripulación a creer que la pista estaba más cerca y más baja de lo que realmente estaba. En respuesta a la ilusión, la tripulación ejecutó un descenso excesivamente empinado y rápido en la última fase del enfoque final, causando un contacto brusco con el suelo y la ruptura del ala derecha.

## Aeronave
El Tupolev Tu-134 es un birreactor de fuselaje estrecho construido en la Unión Soviética desde 1966 hasta 1989. En 1968, Tupolev comenzó a trabajar en una variante mejorada del Tu-134 con 72 asientos. El fuselaje recibió una extensión de 2,1 m (6,9 pies) para aumentar la capacidad de pasajeros y una unidad de potencia auxiliar en la cola. Como resultado, el alcance máximo se redujo de 3100 km (1926,3 mi) a 2770 km (1721,2 mi). Los motores D-30 mejorados ahora incluían inversores de empuje, reemplazando al paracaídas. El primer Tu-134A voló el 22 de abril de 1969 y el primer vuelo comercial fue el 9 de noviembre de 1970. La aeronave que operaba el vuelo 130 de Aviogenex tenía el número de serie 1351205 y estaba registrada como YU-AHZ. Había acumulado un total de solo 111 horas de vuelo al momento del accidente. El avión fue importado a Yugoslavia el 23 de abril de 1971, y se emitió un certificado de aeronavegabilidad el 27 de abril.

## Accidente

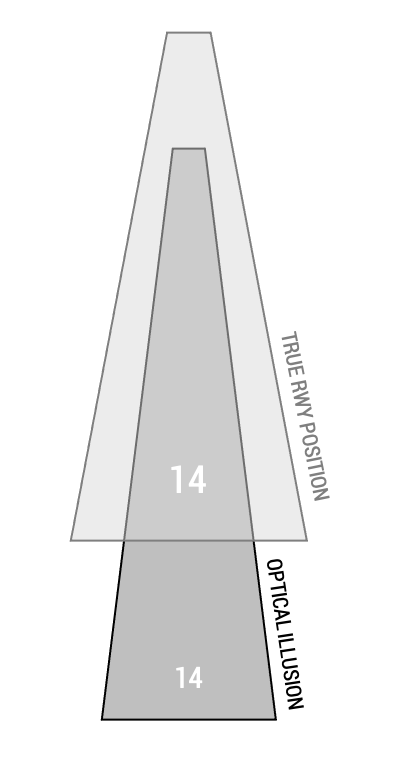
Fig. 3 Ilusión óptica de pista - Vista desde la cabina

La aeronave despegó de Gatwick a las 16:33 GMT, con el código de vuelo JJ 130. El vuelo transcurrió sin incidentes a pesar de las malas condiciones meteorológicas sobre Europa hasta la aproximación final al aeropuerto de Rijeka. Tras establecer comunicación con el control de tráfico aéreo de Rijeka, el controlador de turno proporcionó información meteorológica a la tripulación y les advirtió sobre nubes cumulonimbos sobre la cordillera de Učka. Utilizando su radar a bordo, la tripulación logró rodear las nubes, pero estaban demasiado altos para interceptar la trayectoria de planeo del sistema de aterrizaje por instrumentos (ILS). La aeronave sobrevoló el aeropuerto, regresó al radiofaro no direccional de Breza (BZ NDB) e interceptó la senda de planeo y localizador del ILS normalmente. La tripulación siguió la senda de planeo del ILS con una velocidad ligeramente superior. A 4 km (2,5 mi) del umbral de pista 14 (THR 14), a una altitud de 300 m (984,3 pies) sobre el nivel del mar, la aeronave entró en una lluvia torrencial bajo nubes cumulonimbos. Las nubes, con base a 600 m (1968,5 pies), se encontraban sobre la parte noroeste del aeropuerto y se extendían hacia Rijeka por varios kilómetros desde el umbral 14.
Aproximadamente a 3,2 kilómetros (2 mi) del umbral 14, 50 segundos antes del impacto, la aeronave fue levantada y ladeada a la derecha por la ligera turbulencia causada por los cumulonimbos. La tripulación logró alinear la aeronave con el eje de la pista, pero no pudo volver a la senda de planeo del ILS. La aeronave se mantuvo por encima de la senda de planeo a pesar de los esfuerzos de la tripulación por reducir la altitud aplicando el elevador hacia abajo y reduciendo la potencia. Debido a una probable ilusión óptica causada por el anochecer, la lluvia y el agua en la pista, la tripulación creyó estar más cerca y más alta respecto a la pista de lo que realmente estaba. Sobre la baliza intermedia, a 1,2 km (0,7 mi) del umbral 14 y 18 segundos antes del impacto, se incrementó la potencia de los motores y se aplicó el elevador hacia arriba, lo que indica que el piloto inició un procedimiento de motor y al aire. Luego, tras solo tres segundos, a 300 m (984,3 pies) del umbral 14 y a una altitud de 60 m (196,9 pies) sobre la elevación del umbral, se redujo la potencia a ralentí y se aplicó el elevador hacia abajo al cambiar de opinión el piloto y decidir continuar con el aterrizaje. Como resultado de las características aerodinámicas de la aeronave y la velocidad reducida, la aeronave entró en un ángulo de descenso cada vez más pronunciado. Tocó fuertemente la pista 14 alrededor de las 19:45, unos 180 m (590,6 pies) antes del punto de contacto adecuado, primero con el tren de aterrizaje derecho, a 140 nudos (260 km/h (161,6 mph)). Debido a las fuerzas excesivas (carga vertical de 4g / carga horizontal de 1.5g) sobre el tren de aterrizaje derecho, su puntal y amortiguador se rompieron hacia adelante y el ala derecha se desprendió, haciendo que la aeronave volcara e invirtiera sobre la pista deslizándose por 700 m (2296,6 pies). El fuego se inició por las chispas de los flaps al rozar la pista y el combustible derramado del ala derecha rota. Las últimas palabras del piloto antes del impacto fueron: “¿Qué me empuja ahora, qué es eso?!”
Todos los pasajeros y tripulantes sobrevivieron al impacto inicial. En el primer minuto después de que los restos se detuvieran, se inició un incendio bajo el ala izquierda, en la cola, detrás del motor derecho y bajo las partes restantes del ala derecha. Un humo denso llenó inmediatamente la cabina. Los pasajeros, en pánico, intentaron evacuar del fuselaje en llamas, pero el humo espeso y la oscuridad (la energía eléctrica se cortó inmediatamente tras el impacto) lo hicieron extremadamente difícil. Los cuatro miembros de la tripulación de vuelo evacuaron con seguridad por la ventana derecha de la cabina.
Un grupo de pasajeros fue hacia la parte trasera de la cabina, mientras otro fue hacia el frente en busca de una salida. El Tupolev-134 solo tiene dos puertas, ubicadas en la parte delantera del fuselaje. Las puertas del lado izquierdo son de pasajeros y las del lado derecho de servicio. Ambas estaban bloqueadas debido a una deformación del fuselaje causada por el impacto. Las puertas de pasajeros podrían haber sido bloqueadas desde dentro por la azafata en pánico al empujar la palanca en la dirección equivocada, ya que la aeronave estaba invertida. Las cuatro ventanas de emergencia no pudieron usarse: dos en el lado izquierdo debido al fuego en el ala izquierda, y dos en el lado derecho porque estaban bloqueadas por los restos doblados del ala derecha.
La primera unidad de bomberos llegó dos minutos después de que los restos se detuvieran. Apagaron inmediatamente el fuego en el ala izquierda y luego el de la cola y las partes restantes del ala derecha. Los rescatistas intentaron, pero no pudieron abrir las puertas, cortar el fuselaje con motosierra ni romper las ventanas de la cabina con hachas. Parecía que el fuego alrededor de la aeronave había sido extinguido, pero se evidenció que el incendio dentro de la cabina empeoraba. Humo denso salía de la cola y de los orificios en las ventanas hechos por los intentos de romperlas con el hacha. Esto empeoró la situación, ya que permitió la entrada de aire a la cabina, intensificando el fuego. El ingeniero de vuelo Ivan Čavajda (aunque algunas fuentes afirman que fue Viktor Tomić) regresó a la cabina para ayudar a los pasajeros y tripulantes a evacuar, pero no pudo abrir la puerta de la cabina. La tripulación de cabina y los pasajeros lograron forzar la apertura de las puertas de servicio, pero para entonces el humo era demasiado denso, y la mayoría de los pasajeros y la tripulación de cabina (tres auxiliares de vuelo) habían sucumbido a la intoxicación por monóxido de carbono. Ocho minutos después de que los restos se detuvieran, el fuego en el ala izquierda y derecha se reavivó. Los intentos de extinguir las llamas se vieron obstaculizados por la lluvia y el fuerte viento del sur, que dispersaba la espuma extintora. En los siguientes dos minutos, toda la cabina fue envuelta por un incendio intenso. En ese momento, los bomberos y otros rescatistas se retiraron a una distancia segura por temor a posibles explosiones. Dos minutos después, el fuego alcanzó el equipo de oxígeno en la parte delantera de los restos, causando una explosión y la desintegración de la sección delantera del fuselaje. En los minutos siguientes, la parte restante del fuselaje fue completamente destruida por el fuego.
El único pasajero sobreviviente, Ranko Sarajčić, de 22 años, evacuó a través de una abertura en la parte trasera del avión. Dijo que les había dicho a los demás que lo siguieran, pero en la cabina en pánico, nadie lo hizo.
Según los investigadores, el 30% de los pasajeros fue encontrado sujeto a sus asientos en posición invertida. 

## Investigación y conclusiones

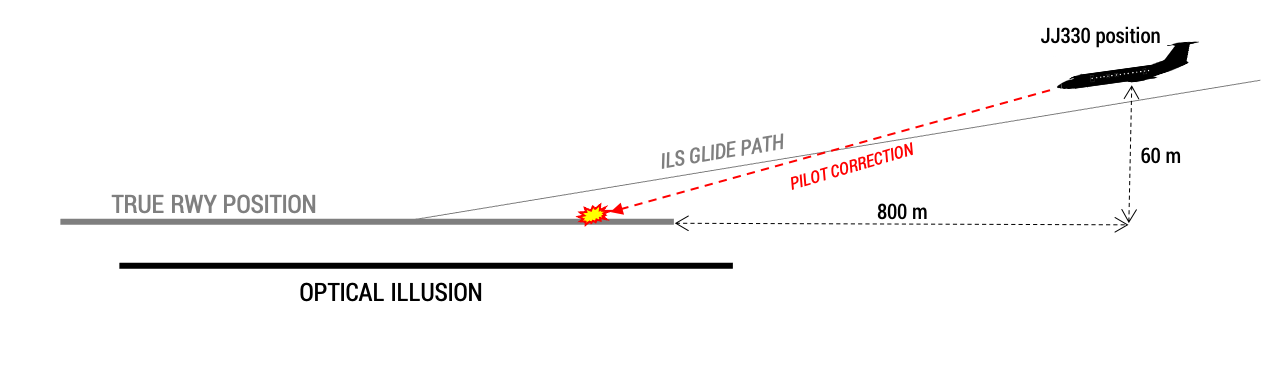
Fig. 4 Ilusión óptica de pista, vista lateral

El accidente fue investigado por la Dirección General de Aeronáutica Civil de Yugoslavia con apoyo del Air Accidents Investigation Branch del Reino Unido. El informe oficial, publicado el 1 de diciembre de 1973, concluyó que mientras el vuelo 130 volaba a través de la lluvia en condiciones de anochecer, la refracción de la luz en el parabrisas de la cabina causó una ilusión óptica que hizo parecer que la pista estaba más cerca y más baja (en 60 metros (196,9 pies)) de lo que realmente estaba (ver Fig. 3 y 4). La ilusión llevó a la tripulación a hacer una corrección brusca aplicando mando de nariz abajo y reduciendo la potencia al ralentí en la fase final del aterrizaje. El descenso abrupto causó que la aeronave alcanzara una velocidad de 310 km/h (192,6 mph) y tocara pista a una velocidad de 260 km/h (161,6 mph) con fuerzas excesivas (carga vertical de 4g y carga horizontal de 1.5g) sobre el tren de aterrizaje derecho que rompió el ala derecha.
La comisión emitió seis recomendaciones, incluida la necesidad de que los pilotos estudien las posibles ilusiones ópticas que podrían encontrarse durante aterrizajes con lluvia intensa. La única conclusión establecida en el informe oficial de la comisión fue: “Según la opinión de la Comisión, este fue un caso excepcional y complejo de muchas circunstancias desfavorables que resultaron en esta catastrophy [sic].” No se mencionó ningún error del piloto. El comandante Miloš Markićević fue declarado no responsable del accidente y eventualmente volvió a volar, pero en aviación ejecutiva.
Los investigadores no pudieron determinar por qué la tripulación no ejecutó el procedimiento de motor y al aire durante su aproximación claramente no estabilizada.